# Michael Lee (zapaśnik)
Michael Ilias Lee – australijski zapaśnik walczący w stylu wolnym. Zajął trzynaste miejsce na mistrzostwach świata w 1982. Czwarty na igrzyskach wspólnoty narodów w 1974 i piąty w 1982. Złoty medalista mistrzostw Oceanii w 1988 i 1990 roku.